# Egham
Egham – miasto w Wielkiej Brytanii, w Anglii, w regionie South East England, w hrabstwie Surrey, nad Tamizą. W 2001 r. miasto to zamieszkiwało 5 724 osób. Siedziba Royal Holloway University of London.